# Apatura nycteis
Apatura nycteis är en fjärilsart som beskrevs av Ménétriés 1859. Apatura nycteis ingår i släktet Apatura och familjen praktfjärilar. Inga underarter finns listade i Catalogue of Life.